# Philidris cruda
Philidris cruda är en myrart som först beskrevs av Smith 1860.  Philidris cruda ingår i släktet Philidris och familjen myror. Inga underarter finns listade i Catalogue of Life.